# Idol Gives Back
Idol Gives Back est le nom d'une campagne caritative qui se décline en trois épisodes : une durant la sixième saison de American Idol, la deuxième durant la septième et la dernière durant la neuvième. Elle a été créée par Simon Fuller et Richard Curtis dans le but de donner des fonds aux enfants défavorisés.